# Podrzutki
Podrzutki (ros. Подбросы) – powstały w koprodukcji dramat filmowy z 2018 roku w reżyserii Iwana I. Twierdowskiego, z Denisem Własenko w roli głównej.

## Premiera
Film miał premierę podczas MFF w Karlowych Warach 4 lipca 2018 roku. W Polsce obraz zaprezentowano podczas festiwalu „Sputnik nad Polską” w Warszawie 9 listopada 2018.

## Fabuła
Denis, chłopak podrzucony jako niemowlę do państwowego sierocińca, cierpi na rzadką chorobę, która umożliwia mu nieodczuwanie bólu. Matka postanawia wydostać go z placówki, zaoferować mieszkanie, chociaż nie jest jeszcze pełnoletni. Po przybyciu do Moskwy chłopak zacznie współpracować z mafią policyjno-prokuratorsko-sądową.

## Obsada
W filmie wystąpili, m.in.
- Denis Własenko jako Denis
- Anna Slyusaryova jako Oksana, matka Denisa
- Daniil Steklov jako policjant drogowy
- Pavel Chinaryov jako prokurator
- Vilma Kutaviciute jako prawniczka
- Aleksandra Ursulyak jako sędzina
- Maksim Vitorgan

## Nagrody i nominacje (wybrane)
- MFF w Karlowych Warach 2018
  - wygrana Nagroda Specjalna Jury dla Iwana I. Twierdowskiego[5]
  - nominacja Kryształowy Globus (Udział w konkursie głównym)[5]
- Sputnik – Festiwal Filmów Rosyjskich
  - nominacja „Sputnik - Grand Prix”[5]